# Kaširskoe
Kaširskoe (in russo Каширское?) è un villaggio della Russia europea nell'oblast' di Voronež. È il centro amministrativo del rajon Kaširskij.
Si trova 40 km a sud-est di Voronež.